# Amictus bowdeni
Amictus bowdeni är en tvåvingeart som först beskrevs av Kapoor och Agarwal 1978.  Amictus bowdeni ingår i släktet Amictus och familjen svävflugor. Inga underarter finns listade i Catalogue of Life.